# Кіндратишин Зоряна Володимирівна
Зоряна Кіндратишин (30 вересня 1981, Стрий, Львівська область, Україна) — українська письменниця, казкарка, громадська діячка, вчителька. Лауреатка Міжнародної літературно-мистецької премії імені Пантелеймона Куліша (2021). Членкиня громадської ради при Стрийській райдержадміністрації.

## Життєпис
Народилася 30 вересня 1981 в містечку Стрий на Львівщині.

### Освіта
У 1999 закінчила навчання у гімназії ім. Митрополита Андрея Шептицького міста Стрия, в якій після здобуття фаху на психолого-педагогічному факультеті Дрогобицького державного педагогічного університету ім. Івана Франка працює вчителем по сьогоднішній день.

### Письменницька діяльність
Публікувалась як на сторінках мистецьких порталів «Красуня Українка», «Українська пані», «Сучасна українська поезія», «Клуб поезії», газета «Гарний настрій», так і в літературних альманахах «Скарбниця мудрості» (2017), «Я дякую тобі…» (2017), «У пошуках альтернативи: поезія сучасної України» (Київ, 2020), «Кольори кохання» (2020), альманах «Стрий» (2020), на сторінках літературного часопису «Дебют-газети» (березень-квітень 2021) та багатьох інших.
У листопаді 2018 вийшла в світ дебютна збірка її поезії під назвою «Зодягнена у щастя» (Видавничий дім «Укрпол», Стрий).
У кінці лютого 2019 для дітей було видано книгу-розмальовку «Запам'ятай, дитино, істини прості» (Видавничий дім «Укрпол», Стрий). У листопаді 2020 побачила світ її казка «Квест: У пошуках Святого Миколая» ("Український пріоритет, Київ).
В травні 2021 вийшла друком друга збірка Зоряни Кіндратишин «La vie est belle. Життя прекрасне»(«Український пріоритет», Київ), яка включає як поезію, так і прозу.
В грудні 2021 — вийшла у світ дитяча книга «Мандаринка під ялинку» («Український пріоритет», Київ).

### Участь у фестивалях та громадських організаціях
Постійна учасниця літературних фестивалів та книжкових толок у різних областях України, співзасновниця літературно-мистецького об'єднання «Лелітки» (Львів), член літературного об'єднання «Хвилі Стрия», авторка проєкту «Творчий під'їзд Народного дому» (Стрий), учасниця «Книжкового дворика на колесах» (Львів), голова громадської організації «Мистецька толока» (Стрий), співорганізаторка Першого Всеукраїнського музично-поетичного бранчу «LvivLoveLife» (березень 2020, Львів), організатор Другого Всеукраїнського музично-поетичного бранчу «Стрийська каварня» (березень 2021), членкиня громадської ради при Стрийській райдержадміністрації (2021), організаторка літературного фестивалю Книжкова толока «Відчини двері в світ» (Стрий, 8 — 9 жовтня 2021), присвяченого основоположниці «Книжкової толоки» Любові Хомчак (Миколаїв, Львівська обл.). Адміністраторка спільноти «Всеукраїнська поетична родина».

### Захоплення та інтереси
Ще зі шкільної парти Зоряна цікавилась усім на світі: від гуртка карате, виживання в екстремальних умовах, до народних, бальних та спортивних танців, гуртка театрознавства та акторської майстерності, хорового співу та вишивання, відвідувала Малу Академію Наук з історії та правознавства.
Захоплюється читанням та будь-якою творчою працею. Відпочинок знаходить в тиші та музиці, натхнення — в підтримці рідних, друзів та читачів.

### Ролі у кіно
У 2020 зіграла одну з головних ролей у фільмі «Стрий. Легенда», а також зробила вагомий вклад у розробку сценарію цього фільму.

## Родина
Одружена. Чоловік — Ярослав Кіндратишин.
Виховує двох дітей: син — Назарій, донька — Богдана.
Мати — Любов Карпа.

## Перемоги та нагороди
- Переможниця різноманітних літературних та поетичних конкурсів: кращий вірш про маму від «Красуня Українка» (2016 р.), дипломантка фестивалю «Lviv Music and Poetry Week»[26] (Львів, 2019), літературної премії від Видавництва книг «Лілія»[27] у номінації «Автор місяця: квітень 2020 р.» (Хмельницький), конкурсу любовної лірики «Кольори кохання» (2020) та багатьох інших.
- Лауреатка міжнародної літературно-мистецької премії імені Пантелеймона Куліша 2021 за книгу «Квест: У пошуках Святого Миколая»
- Переможниця регіонального літературного конкурсу «ЖитомирТен» (Житомир, листопад 2021).

## Пісні на тексти Зоряни Кіндратишин
- «Мов промінчик сонечка» (музика Микола Ведмедеря)
- «Вірую» (музика Володимир Сірий)
- «А вже за пів години осінь» (музика Марічка Пак)
- «А ви колись любили над життя?» (романс, музика Марічка Пак)
- «Живімо, як учив Тарас» (музика Микола Ведмедеря) [Архівовано 2 лютого 2022 у Wayback Machine.]
- «Мій син — моя опора та надія» (музика Володимир Сірий)
- «Живі листи» (музика Володимир Сірий)
- «Не розкажу» (музика Володимир Сірий)
- «Осіння соната любові» (музика Володимир Сірий)
- «Плакали зорі» (Василь Щерб'юк та гурт «БайкОт»)
- «Чому янголи плачуть» (Василь Щерб'юк та гурт «БайкОт»)
- «Крила кохання» (слова у співавторстві з Василь Щерб'юк, музика Галина Миколяш)
- «Стрий. Легенда» (фінальна пісня одноіменного фільму, музика Роман Никифорів)
- «Я дозволю собі» (музика Володимир Сірий)
- «Не паліть мої крила» (музика Олександр Свєтогоров)
- «Я не твій, ти не моя» (музика Ярослав Третяк)
- «Листопад» (музика Галина Різничук)